# Fischbach (Murr)
Der Fischbach ist ein auf dem Hauptstrang zusammen mit seinem Oberlauf Schlatbach über 8 km langer Bach im Rems-Murr-Kreis in Baden-Württemberg, der nach einem etwa südlichen Lauf in Sulzbach an der Murr von rechts am Beginn von deren Mittellauf in die Murr mündet.

## Geographie

### Oberläufe
Der Fischbach entsteht an der östlichen Gemeindegrenze von Spiegelberg zu Großerlach durch den Zufluss des 1,1 km langen linken Bachs aus der (Unteren) Mohrklinge in den bis hierher 1,9 km langen Schlatbach, den längsten und einzugsgebietsreichsten Oberlauf. Dieser Schlatbach entspringt auf etwa 540 m ü. NHN am Südrand der offenen Flur auf der Bergkuppe Greut im Bereich eines Rutschhanges im Wald und fließt meist südöstlich, bald schon in einer sich schnell eintiefenden, für den Sandsteinkeuper typischen Kerbtal-Klinge, wie sie sämtliche nicht ganz kleinen Zuflüsse des Fischbaches angelegt haben. Wenige hundert Meter vor der genannten Mohrklinge läuft dem Schlatbach aus Richtung des Greut im Nordnordwesten die Talrinne des 1,1 km langen Leukertsbaches zu, die Untere Mohrklinge beginnt dagegen nahe am Ortsrand des Weilers Kleinerlach im Nordosten. Ihr ebenfalls 1,1 km langer Bachlauf ist Grenze der beiden Gemeinden, welche sich dann nach der Mündung auf der Trasse des nunmehr Fischbach genannten Gewässers fortsetzt.

### Verlauf
Der Fischbach fließt zunächst in der Richtung des Leukertsbaches weiter und hält sich auf seinem ganzen Lauf an südsüdöstliche bis südliche Fließrichtungen. In seinem größtenteils weiterhin bewaldeten Tal nimmt er zahlreiche wasserführende Klingen von beiden Seiten auf. Nach dem ersten größeren rechten dieser Klingenzuflüsse, Scheidbach genannt, löst zunächst nur rechts des Fischbachs die Gemeinde Sulzbach an der Murr Spiegelberg als Anrainer ab. Kurz darauf setzt am linken, Großerlacher Hang eine unterbrochene Lichtung ein. In ihr liegt mit dem Weiler Mittelfischbach der erste Siedlungsplatz am Lauf im Mündungswinkel des Dachsbachs, der vom Ortsrand von Großerlach auf dem Höhenrücken herabläuft, und weiter talab in gleicher Lage zum zulaufenden Ranzenbach der Weiler Unterfischbach. Der Ranzenbach ist wiederum Gemeindegrenze, auf dieser Seite zu Sulzbach, in dessen Gebiet der Fischbach hier dauerhaft eintritt.
Der Wald füllt nun, bis auf einige Flurstücke auf der Talsohle, zunächst wieder das gesamte Tal. Der nächste große linke Zufluss Spatzenbach entspringt nahe bei Berwinkel auf dem linken Bergrücken, von wo die Bundesstraße 14 durch ein zunächst paralleles Nebental über die sogenannte Sulzbacher Steige ihren steilen Abstieg beginnt. Etwa einen Kilometer nördlich des Ortsrandes von Sulzbach wechselt der Fischbach in die offene Flur am Rande des Murrtales, etwa einen halben Kilometer davor nimmt er neben dem Fußpunkt der Steige von links seinen mit einer Länge von 2,8 km und einem Teileinzugsgebiet von 2,4 km² größten Zufluss Seitenbach auf, der durch die Steigenklinge den Westteil des Großen Femelwaldes entwässert. 

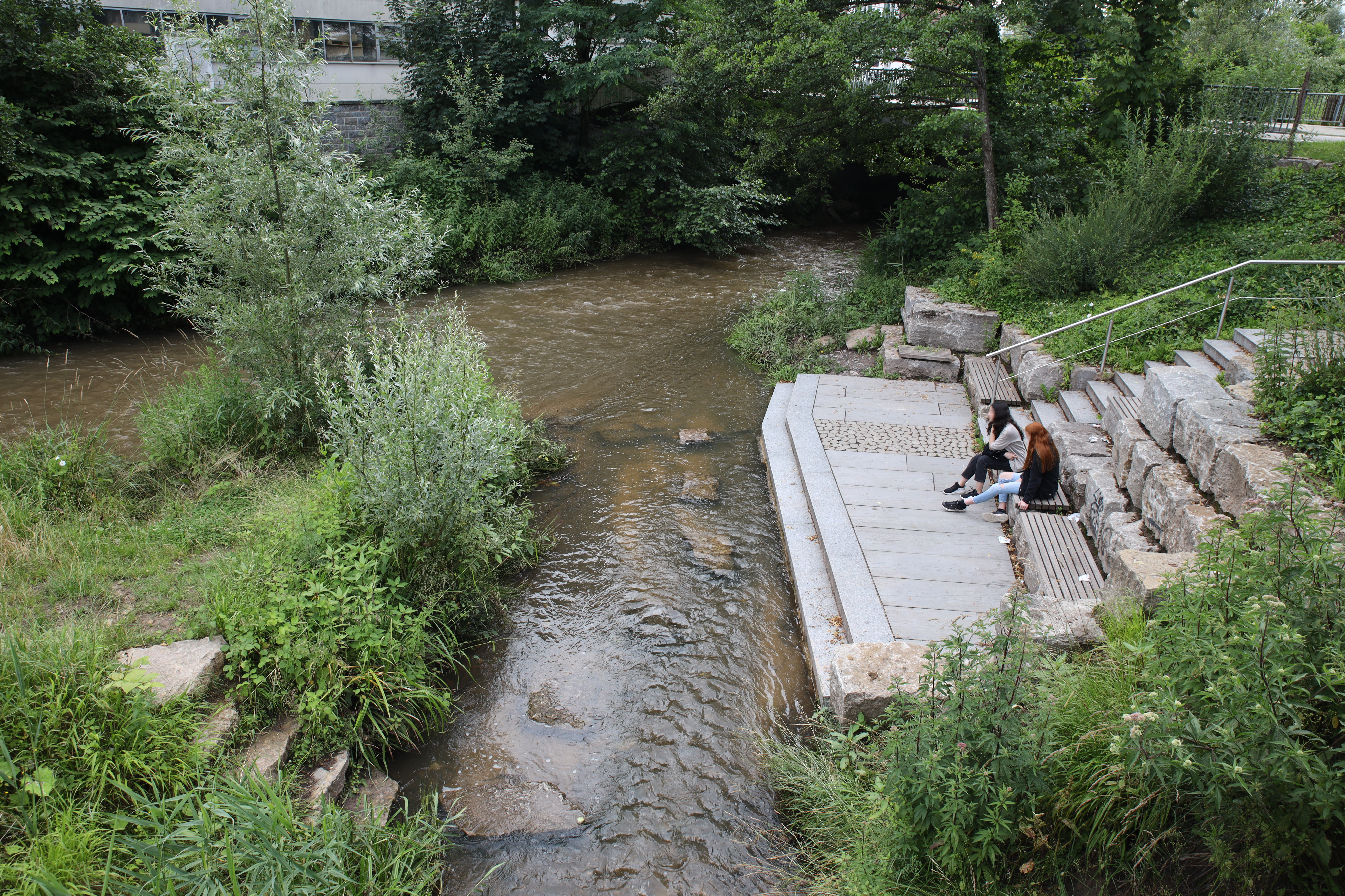
Mündung des Fischbachs in die Murr

Am Rand der Siedlungszone des Dorfes unterquert der Fischbach im Bereich der Einmündung der Landesstraße 1066 aus dem oberen Murrtal die B 14, durchquert es überwiegend verdolt, und mündet zuletzt wieder offen neben der Murrbrücke der Bahnhofstraße von links auf etwa 263 m ü. NHN in die Murr, die hier kurz nach ihrem nördlichsten Punkt am Sulzbacher Linksbogen ihren Mittellauf beginnt.
Der Fischbach hat, mit seinem Oberlauf Schlatbach gerechnet, eine Länge von 8,3 km, sein Bett senkt sich auf dieser Strecke bei einem mittleren Sohlgefälle von rund 33 ‰ um etwa 277 Höhenmeter ein.

### Einzugsgebiet
Das Einzugsgebiet des Fischbachs ist 14,2 km² groß und zieht sich als ein nur leicht nach rechts gebogener Schlauch etwa 7,4 km weit vom Gipfel der Schwarzjurakappe Greut in südsüdwestlicher bis südlicher Richtung bis zur Mündung in die Murr in Sulzbach. Der Fischbach läuft darin zu Anfang und zu Ende etwas näher an der rechten Grenze.
Jenseits der recht kurzen nördlichen Wasserscheide zwischen dem 563,3 m ü. NHN hohen Gipfel des Greut – dem nördlichsten Punkt überhaupt, den der Fischbach entwässert – und dem des Hermlesbergs (556 m ü. NHN) fließt der benachbarte Kuhnbach ostwärts zur oberen Fichtenberger Rot. Auch hinter dem anschließenden Kamm im Nordosten von dort bis zur Schwarzjurakappe Altwald (bis zu 552 m ü. NHN) etwas südöstlich von Großerlach streben die ihm gegenüber kleineren Bäche auf der anderen Seite, der Großerlacher Bach und der Fuchsbach, der Fichtenberger Rot zu; auf diesem gesamten Abschnitt ist deshalb die Wasserscheide ein Abschnitt der bedeutenderen Wasserscheide des gesamten Murrsystems selbst zur Rot und ihrem Vorfluter Kocher.
An allen anderen Seiten, von Osten über Süden zurück nach Norden, entwässern die Konkurrenten dagegen direkt oder indirekt in die Murr. Vom Altwald ab zieht die Einzugsgebietsgrenze südwärts auf dem Höhenrücken vor dem parallelen Haselbachtal im Osten bis in den Großen Femelwald südlich von Sulzbach-Berwinkel, wo sie dann südwestlich abknickt und schnell ins Murrtal bis zur Mündung in Sulzbach läuft. Die dort bergwärts anschließende rechte Wasserscheide erklimmt schnell wieder den rechten Murrtalrand auf den Sturz, ab wo im Westen die wenig abwärts des Fischbachs in die Murr mündende und bedeutendere „Spiegelberger“ Lauter die Niederschläge der anderen Kammseite empfängt, vor allem über ihre großen linken Zuflüsse Siebersbach und Dentelbach.
Die höchsten drei Erhebungen im Einzugsgebiet sind die oben genannten Greut, Herlesberg und Altwald. Zwei weitere Gipfel rechts über dem oberen Tal in der Höhenlichtung um Großhöchberg erreichen 531 m ü. NHN und 535 m ü. NHN, alle anderen liegen unter 500 m ü. NHN.
Anteil am Einzugsgebiet haben die alle drei zum Rems-Murr-Kreis gehörenden Gemeinden Spiegelberg im Nordwesten und Norden, Großerlach östlich des Mittellaufs und Sulzbach an der Murr mit dem größten Flächenteil im Süden. Die einzigen Siedlungsplätze im langen Waldtal sind Mittel- und Unterfischbach, zwei kleine Weiler von Großerlach, die jeweils nahe einem linken Zufluss – Dachsbach bzw. Ranzenbach – in linken Hanglichtungen liegen, sowie der Hauptort von Sulzbach an der Mündung im offenen Murrtal. Am linken Oberhang liegt der Großerlacher Weiler Oberfischbach, zwischen dem Weiler Kleinerlach etwas weiter nördlich und dem Südteil des Hauptortes Großerlach selbst weiter im Osten auf der linken Wasserscheide. Von dort läuft auf dem linken Höhenkamm die Bundesstraße 14 südwärts bis zum Sulzbacher Höhenweiler Berwinkel, von wo dieser Verkehrsweg auf der im Winter zuweilen schwer zu befahrenden sogenannten Sulzbacher Steige über das größte Nebental des Seitenbachs nach Sulzbach selbst hinabzieht.
Auf der rechten Wasserscheide liegen der Sulzbacher Weiler Kleinhöchberg neben dem mittleren Talabschnitt und der Spiegelberger Großhöchberg neben dem oberen, beide am Ende von Stichstraßen von ihren Gemeindezentren in den größeren Tälern herauf.
Bis auf einige geringflächige Höhenrodungsinseln, die Flurinsel im Tal um Mittel- und Unterfischach und den Anteil am Murrtal ist das Entwässerungsgebiet des Fischbachs durchweg und damit überwiegend bewaldet.

### Zuflüsse und Seen
Hierarchische Liste der Zuflüsse und  Seen von der Quelle zur Mündung. Gewässerlänge, Seefläche und Einzugsgebiet und Höhe nach den entsprechenden Layern auf der Onlinekarte der LUBW. Andere Quellen für die Angaben sind vermerkt. Oberlaufzerlegung nach den Namensabschnitten.
Ursprung des Fischbachs auf etwa 384 m ü. NHN westlich-unterhalb von Großerlach-Oberfischbach etwas vor Beginn der ersten Tallichtung im Obertalbüschel an der Gemeindegrenze Spiegelberg/Großerlach. Der Fischbach fließt auf seinem Namenslauf südsüdöstlich bis südlich.
- Schlatbach, rechter Hauptstrang-Oberlauf auf der Gemarkung von Spiegelberg, 1,9 km und ca. 2,0 km². Entspringt etwa 1,5 km östlich von Spiegelberg–Vorderbüchelberg auf etwa 540 m ü. NHN am Südrand des Schwarzjurakuppe Greut (563,3 m ü. NHN[LUBW 6]). Der Schlatbach fließt südsüdöstlich.
  - Weißbuchbach[LUBW 7][1], von rechts und Westsüdwesten auf etwa 397 m ü. NHN kurz vor dem folgenden, 0,5 km und ca. 0,3 km². Entsteht auf etwa 460 m ü. NHN am Waldhang Weißbuch östlich-unterhalb von Spiegelberg-Großhöchberg in einem Klingenriss.
  - Leukertsbach, von links und Nordnordwesten auf etwa 378 m ü. NHN an einer Forstweggabelung für die zwei Obertäler an einer Forsthütte, 1,1 km und ca. 0,7 km². Entsteht auf etwa 490 m ü. NHN am Südostabfall des Greut im Waldgewann Laßweiler.
    - Oberer Mohrklingenbach[1], von links und Nordosten auf etwa 410 m ü. NHN am Unterlauf, 0,4 km und ca. 0,2 km². Entsteht auf etwa 495 m ü. NHN westlich von Großerlach-Kleinerlach am Südhang des Hermlesbergs (556,9 m ü. NHN[LUBW 6]).
- Unterer Mohrklingenbach[1], linker Nebenstrang-Oberlauf, 1,1 km und ca. 0,6 km². Entsteht auf etwa 500 m ü. NHN am Beginn seiner Waldklinge weniger als 150 Meter westlich von Kleinerlach.
Die Gemeindegrenze von Großerlach zu Spiegelberg zieht auf diesem Lauf ins Tal, folgt dem Fischbach bis zum nächsten rechten Zufluss Scheidbach und verlässt es auf dessen Lauf zum rechten oberen Talhangknick hinauf.
- Scheidbach, von rechts und Westen auf etwa 366 m ü. NHN am Ende der Tallichtung, 0,8 km und ca. 0,4 km². Entsteht auf etwa 490 m ü. NHN am Ostabhang des Latschen (535,6 m ü. NHN[LUBW 6]) bei Großhöchberg.
Nach diesem Zulauf beginnt rechts ds Fischbachs das Gebiet der Gemeinde Sulzbach an der Murr
- (Bach aus der Mordklinge), von links und Ostnordosten auf etwa 360 m ü. NHN kurz vor Beginn der Tal- und Hanglichtung um Großerlach-Mittelfischbach, 0,5 km und ca. 0,3 km². Entsteht auf bis etwa 475 m ü. NHN am Hang Dachsberg.
- Hollunderbach, von rechts, 0,3 km, westlich von Mittelfischbach
- Rennenbach (zuweilen auch Brenntenbach[LUBW 8] wie sein Zulauf), von rechts und Westen auf etwa 355 m ü. NHN gegenüber von Großerlach-Mittelfischbach, 0,8 km und ca. 0,4 km². Entsteht auf etwa 475 m ü. NHN östlich-unterhalb des Latschen-Gipfels.
  - Dürrbuckelbach[1], von links und Nordwesten auf etwa 410 m ü. NHN, ca. 0,1 km[LUBW 9] und unter 0,1 km². Entspringt an einem Hangriss auf etwa 460 m ü. NHN.
  - Gerenbach[1], von rechts und Südwesten auf etwa 396 m ü. NHN, ca. 0,2 km[LUBW 9] und unter 0,1 km². Entspringt über einem Hangriss auf etwa 465 m ü. NHN.
  - Salzleckenbach[1], von links und Nordwesten auf etwa 392 m ü. NHN gleich nach dem vorigen, ca. 0,2 km[LUBW 9] und unter 0,1 km². Entspringt auf etwa 440 m ü. NHN und führt unbeständig Wasser.
  - Brenntenbach, von rechts und Südwesten auf etwa 389 m ü. NHN, ca. 0,2 km[LUBW 9] und unter 0,1 km². Entspringt aus Hangquellen auf etwa 465 m ü. NHN.
- Dachsbach, von links und Ostnordosten auf etwa 345 m ü. NHN bei Großerlach-Mittelfischbach, 1,6 km und 1,3 km²[LUBW 10] Entsteht in mehreren Zweigen auf bis zu 495 m ü. NHN in Dörnich und Reute südlich von Großerlach.
  - Winterbach[1], von links und Südwesten auf etwa 374 m ü. NHN nördlich des Winterbergs bei Großerlach-Mittelfischbach, ca. 0,3 km[LUBW 9] und ca. 0,2 km². Entspringt auf Höhen um 420 m ü. NHN in zwei Zweigen beidseits einer Talschlinge eines Waldweges halb am Hang.
  -  Entwässert auf etwa 365 m ü. NHN eine Teichanlage wenig östlich von Unterfischbach, zusammen 0,2 ha.
- Sommerhaldenbach, von rechts und Westen auf etwa 340 m ü. NHN an einer Bachbrücke neben der Talstraße, 0,6 km und ca. 0,2 km². Entsteht auf etwa 455 m ü. NHN nordöstlich von Sulzbach an der Murr-Kleinhöchberg im Wald Vogelherd.
  - Vogelherdbach[1], von rechts und Südwesten auf etwa 408 m ü. NHN im Vogelherd bei Großerlach-Mittelfischbach, ca. 0,1 km[LUBW 9] und unter 0,1 km². Entspringt auf etwa 460 m ü. NHN im Vogelherd.
- Ranzenbach, von links und Ostnordosten auf etwa 435 m ü. NHN bei Großerlach-Unterfischbach, 1,5 km und 1,2 km².[LUBW 10] Entsteht auf etwa 450 m ü. NHN im Sauhag etwa einen Kilometer nördlich von Sulzbach an der Murr-Berwinkel.
Auf der Trasse des Ranzenbachs steigt die Gemeindegrenze von Großerlach zu Sulzbach an der Murr auf den linken Hang, an seinem Zulauf betritt der Bach ganz die Gemeinde Sulzbach.
  - (Anderer Quellarm des Ranzenbachs), von links und Ostsüdosten auf etwa 385 m ü. NHN nahe deren oberem Ende gegen den Rand der Lichtung um Unterfischbach, 0,8 km und ca. 0,3 km². Entsteht näher an Berwinkel auf etwa 473 m ü. NHN am Ostrand des Sauhags zur auf dem offenen Kamm laufenden B 14.
  - (Bach unter der Salzlecke), von links und Ostsüdosten auf etwa 365 m ü. NHN etwa 300 Meter östlich von Unterfischbach, 0,6 km und ca. 0,2 km². Entsteht auf etwa 470 m ü. NHN nahe einer Waldlichtung nordwestlich von Berwinkel.
- Ghäckbach, von rechts und Westen auf etwa 430 m ü. NHN am Beginn der Tallichtung unterhalb von Unterfischbach, 0,6 km und ca. 0,1 km². Entsteht auf etwa 450 m ü. NHN am oberen Hangwaldrand ostnordöstlich von Kleinhöchberg.
- Spatzenbach, von links und Ostnordosten auf etwa 317 m ü. NHN, 1,2 km und ca. 0,5 km². Entsteht auf etwa 435 m ü. NHN nordwestlich-jenseits der B 14 bei Berwinkel im Klingenwald Wüstenmühle.
- Seebach, von rechts und Westnordwesten auf etwa 312 m ü. NHN in einem Talwaldriegel unter dem nördlichen Spatzenrain gegenüber, 1,1 km und ca. 0,9 km². Entsteht auf etwa 400 m ü. NHN wenig oberhalb der Kläranlage von Kleinhöchberg.
  - (Waldklingenbach), von rechts und Südwesten auf etwa 335 m ü. NHN, 0,5 km und ca. 0,3 km². Entsteht auf etwa 377 m ü. NHN im Gewann Wanne.
- Wetzklingenbach, von rechts und Westen auf etwa 305 m ü. NHN gegenüber dem südlichen Spatzenrain, 1,1 km und 0,4 km².[LUBW 10] Entsteht auf etwa 450 m ü. NHN im Wetzgarn neben der K 1816 Kleinhöchberg–Sulzbach kurz nach deren Waldeintritt. Mit zahlreichen Zuflüssen aus Quellen am rechten Hang auf 430–410 m ü. NHN.
- (Hangbach vom Hausbrunnen), von rechts und Westen auf etwa 295 m ü. NHN am Ende der letzten Tallichtung vor dem Austritt ins offene Murrtal, 0,5 km und ca. 0,1 km². Entsteht aus zwei Quellen, darunter dem Hausbrunnen, auf etwa 410 m ü. NHN im selben Quellhorizont wie die Hangquellenh des vorigen.
- Seitenbach, von links und Nordosten auf etwa 277 m ü. NHN neben dem Fußpunkt der Sulzbacher Steige der B 14 etwas nördlich von Sulzbach, 2,8 km und 2,4 km².[LUBW 10] Entspringt auf etwa 458 m ü. NHN südlich der Höhenlichtung um Berwinkel im Wald und läuft zunächst westlich.
  - (Bach aus dem Müllerhölzle), von rechts und Norden auf etwa 352 m ü. NHN neben der Talsteige der B 14, 0,8 km und ca. 0,4 km². Entsteht auf etwa 430 m ü. NHN am Beginn seiner westsüdwestlich von Berwinkel einsetzenden Waldklinge, an deren rechtem Hang die B 14 abzusteigen beginnt. Danach fließt auch der Seitenbach südlich.
  - (Bach aus der Bruckenklinge), von links und Osten auf etwa 320 m ü. NHN neben der B 14-Talsteige, 0,8 km und ca. 0,5 km². Entsteht auf etwa 420 m ü. NHN westlich eines Waldwegesterns auf dem Kamm des Großen Femelwaldes.
  - (Waldbach), von links und Westen auf etwa 305 m ü. NHN am Waldaustritt, 0,7 km und ca. 0,3 km². Entsteht auf etwa 428 m ü. NHN etwas nordwestlich des Hohen Weges. Von hier an fließt der Seitenbach immer westlicher.
- (Alter Mühlkanal), nach und von rechts auf unter 275 m ü. NHN kurz vor dem Ortsrand von Sulzbach, 0,2 km, umläuft an der anderen Seite einen Teich von etwa 0,1 ha.

Mündung des Fischbachs von rechts auf etwa 263 m ü. NHN zuallerletzt von Nordosten in Fortsetzung des Häfnerwegs in Sulzbach an der Murr in den beginnenden Mittellauf der Murr. Der Bach ist hier ab der Quelle seines Hauptstrang-Oberlaufes Schlatbach 8,3 km, ab dem Beginn seines Namenslaufes am Zusammenfluss von Schlatbach und Unterem Mohrklingenbach 6,4 km lang und hat ein Einzugsgebiet von 14,3 km².

## Geologie
Der Hauptstrang-Oberlauf Schlatbach des Fischbachs entsteht im Bereich einer Rutschscholle am Südrand der Schwarzjurakuppe Greut, die sich im Knollenmergel (Trossingen-Formation) in Bewegung versetzt hat. Bald schon erreicht er den Stubensandstein (Löwenstein-Formation), in dem er fast bis zum Zulauf des Rennenbachs weiterläuft, worauf eine kurze Strecke in den Oberen Bunten Mergeln (Mainhardt-Formation) folgt. Auf Höhe der Ranzenbach-Mündung hat vor allem linksseits schon ein Streifen des Kieselsandsteins (Hassberge-Formation) im Bereich der Lichtung zwischen Mitte- und Unterfischbach begonnen, unter welchem der Bach bald in den Unteren Bunten Mergeln (Steigerwald-Formation) fließt. Etwa ab dem Wetzklingenbach beginnt am rechten Hang ein mäßig breites Schilfsandsteinband (Stuttgart-Formation), das sich bis zum Eintritt ins Murrtal am Fuß des Sturzes (ca. 556 m ü. NHN) zieht, während hier auf der Talsohle schon der Gipskeuper (Grabfeld-Formation) einsetzt, in dem der Fischbach nun bis zur Mündung in Sulzbach verbleibt. Weil schon wenig unterhalb des Fischbachs die „Spiegelberger“ Lauter in alter subdanubischer Richtung der Murr zuläuft, ist der Sturz ein Sporn zum größeren Nachbartal der Lauter; den Sturzfuß, der mit neueren Siedlungsteilen Sulzbachs bebaut ist, decken quartäre Terrassenschotter.
Abseits des Tales sind die höchsten Erhebungen im Einzugsgebiet – Greut (563,3 m ü. NHN) im Norden, Herrlesberg (556,9 m ü. NHN) und Altwald (etwas außerhalb bis 552,3 m ü. NHN) im Nordosten sowie im Westen die namenlosen Höhen um Großhöchberg (531 m ü. NHN und 535,6 m ü. NHN) – alle Schwarzjurakuppen, deren Schichtkontur die Ränder der sie bedeckenden, landwirtschaftlich genutzten Höhenlichtungen recht getreu nachzeichnen. Abseits von diesen Schichtinseln und ihren schmalen Randsäumen aus Knollenmergeln und Rutschmassen liegt auf den Höhen überall Stufensandstein. Die dem Fischbach zulaufenden Klingen ab dem Rennenbach haben sich dagegen auch ins unterliegende Keuper-Schichtpaket eingeschnitten.
Aus Richtung der oberen Dentelbach-Klinge ziehen zwei konvergente Störung ostsüdöstlich bis auf den Rücken zwischen Schlatbach- und Leukertsbachklinge und dann vereint südöstlich bis zum Zulauf der Mohr- oder sogar der Mordklinge; die Tiefscholle liegt jeweils an der Südwestseite, weshalb die größte der vier Schwarzjurakuppen um Großhöchberg tektonisch tiefer liegt.

## Naturräume
Der größte Teil des Einzugsgebietes gehört dem Naturraum Südwestliche Löwensteiner Berge an, ganz im Süden hat es auch Anteil am benachbarten Naturraum Murrtal, beides sind Unterräume der Schwäbisch-Fränkischen Waldberge. Die gewöhnliche landschaftliche Selbstzuordnung der Bewohner des Bergteils kann davon abweichen, manche rechnen ihre Wohnorte zum unspezifischer verstandenen Mainhardter Wald, der jedoch naturräumlich enger aufgefasst wird und nur angrenzt.

### LUBW
Amtliche Online-Gewässerkarte mit passendem Ausschnitt und den hier benutzten Layern: Lauf und Einzugsgebiet des Fischbachs

Allgemeiner Einstieg ohne Voreinstellungen und Layer: Daten- und Kartendienst der Landesanstalt für Umwelt Baden-Württemberg (LUBW) (Hinweise)
1. 1 2 3 4 5  Höhe nach dem Höhenlinienbild auf dem Hintergrundlayer Topographische Karte.
2. 1 2 3  Länge nach dem Layer Gewässernetz (AWGN).
3. 1 2  Einzugsgebiet aufsummiert aus den Teileinzugsgebieten nach dem Layer Basiseinzugsgebiet (AWGN).
4. ↑  Seefläche nach dem Layer Stehende Gewässer.
5. ↑  Einzugsgebiet abgemessen auf dem Hintergrundlayer Topographische Karte.
6. 1 2 3  Höhe nach grauer Beschriftung auf dem Hintergrundlayer Topographische Karte.
7. ↑  Der Layer Gewässernamen nennt den Namen Weibuchbach für diesen Zufluss, was aber angesichts des von ihm zumindest berührten Waldgewanns Weißbuch ein Schreibfehler zu sein scheint.
8. ↑  Ein anderer GeoServer – Ausschnittskarte (Memento des Originals vom 4. März 2016 im Internet Archive)  Info: Der Archivlink wurde automatisch eingesetzt und noch nicht geprüft. Bitte prüfe Original- und Archivlink gemäß Anleitung und entferne dann diesen Hinweis. auf: Geoportal Baden-Württemberg (Hinweise) – nennt den gemeinsamen Unterlauf nach dem Zulauf des gegenüber dem Rennenbach sowohl kürzeren wie einzugsgebietsärmeren Brenntenbachs gleichwohl nach diesem letzten; der Hintergrundlayer Topographische Karte der LUBW zeichnet allein am Brenntenbach-Ursprung explizit zwei Hangquellen ein, an dem des Rennenbach-Zweigs und denen seiner kurzen Zuläufe oberhalb der Vereinigung aber keine.
9. 1 2 3 4 5 6  Länge abgemessen auf dem Hintergrundlayer Topographische Karte.
10. 1 2 3 4  Einzugsgebiet nach dem Layer Basiseinzugsgebiet (AWGN).

### Andere Nachweise
1. 1 2 3 4 5 6 7 8  Name nach dem Layer Liegenschaftskataster auf: Geoportal Baden-Württemberg (Hinweise)
2. ↑  Geologie nach der unter → Literatur genannten geologischen Karte. Einen gröberen Überblick verschafft auch: Mapserver des Landesamtes für Geologie, Rohstoffe und Bergbau (LGRB) (Hinweise)
3. ↑  Wolf-Dieter Sick: Geographische Landesaufnahme: Die naturräumlichen Einheiten auf Blatt 162 Rothenburg o. d. Tauber. Bundesanstalt für Landeskunde, Bad Godesberg 1962. → Online-Karte (PDF; 4,7 MB)